# جبل تيد

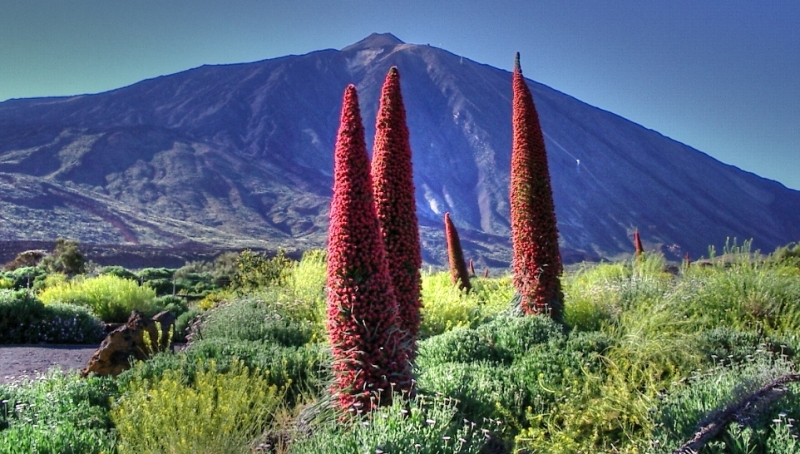
جبل تيد في الخلفية ، ونبات الأفعي.

الجزيرة و جبل تايد بثلاثي الأبعاد

جبل تيد هو أعلى قمة جبلية في إسبانيا، يقع في جزيرة تنريفي في جزر الكناري في إسبانيا. يصل ارتفاعه إلى 3718 متر فوق مستوى سطح البحر، و7000 متر فوق قاع المحيط. هو ثالث أكبر بركان نشط في العالم بعد كل من مونا لوا ومونا كيا الواقعين في جزيرة هاواي. يعد هذا البركان أعلى قمة في الأراضي الإسبانية وكذلك في جزر المحيط الأطلسي. يتوسط هذا البركان حديقة تيد الوطنية، التي تم إدراجها في مواقع التراث العالمي التابعة لليونيسكو بتاريخ 29 يونيو 2007، والتي يزورها تقريبًا أكثر من أربعة ملايين سائح سنويًا.

## نشأته بالصور

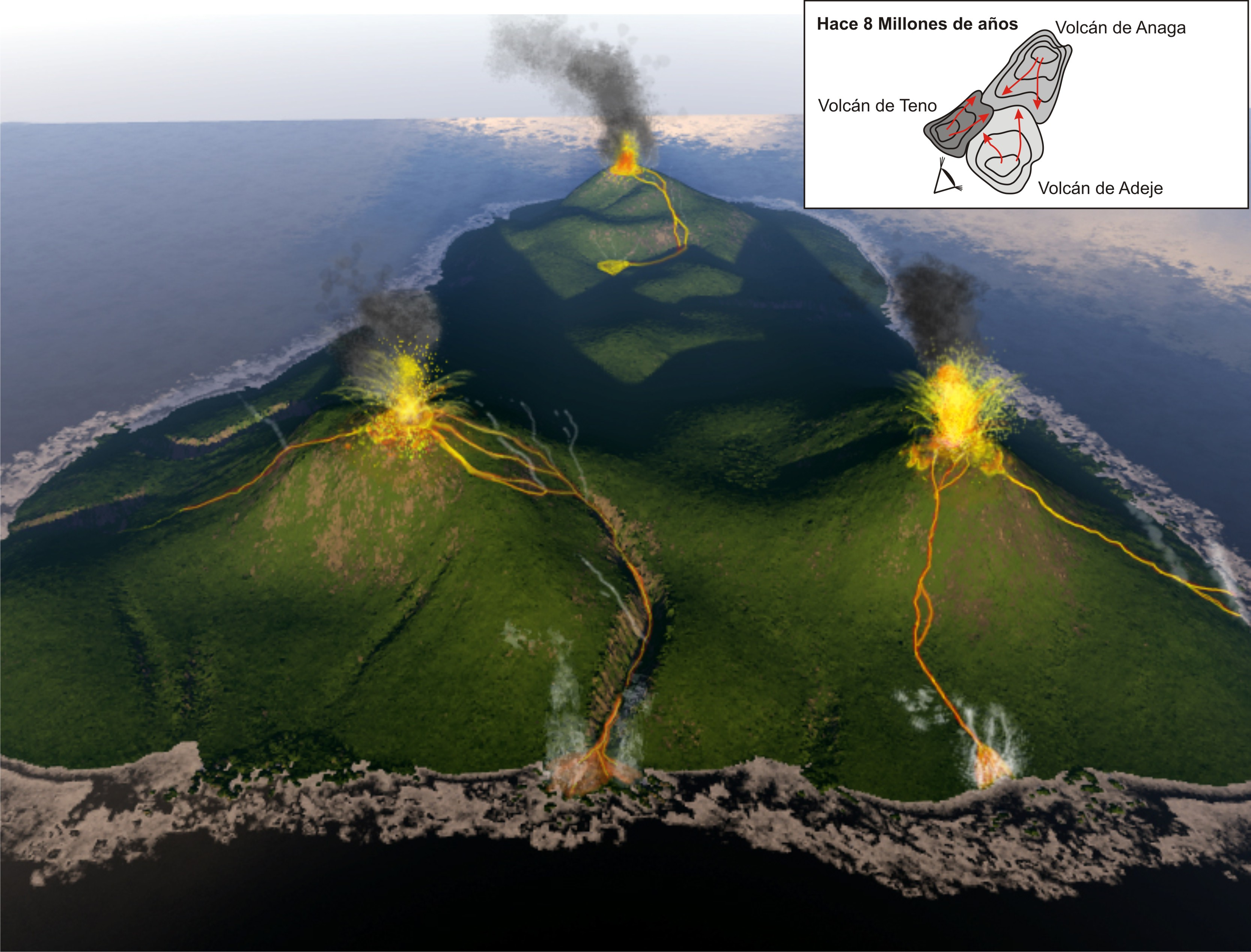
مرحلة 1 – قبل 8 مليون سنة, نشأة البراكين الثلاثة : تينو ، أنغا ، و أديخي
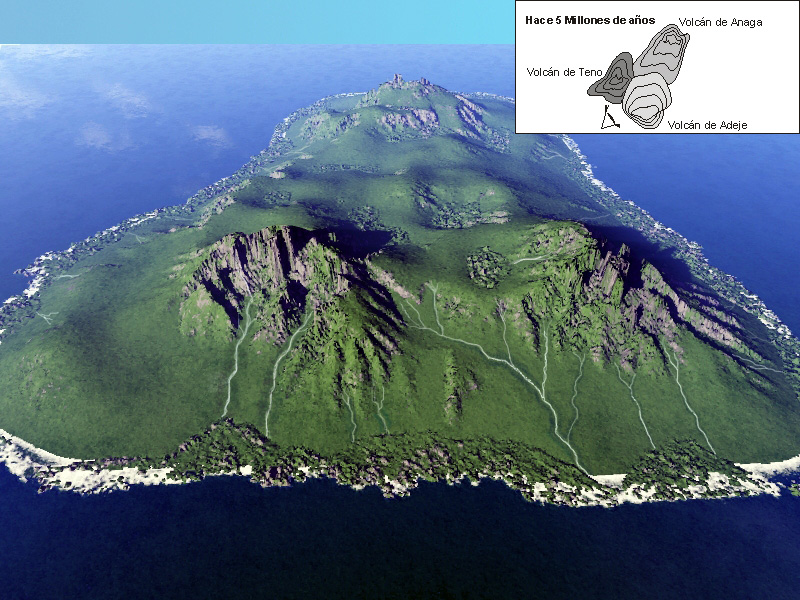
مرحلة 2 – قبل 5 مليون سنة, انخماد الثلاثة براكين : Teno, Anaga, Adeje وتعرضهم للتعرية.
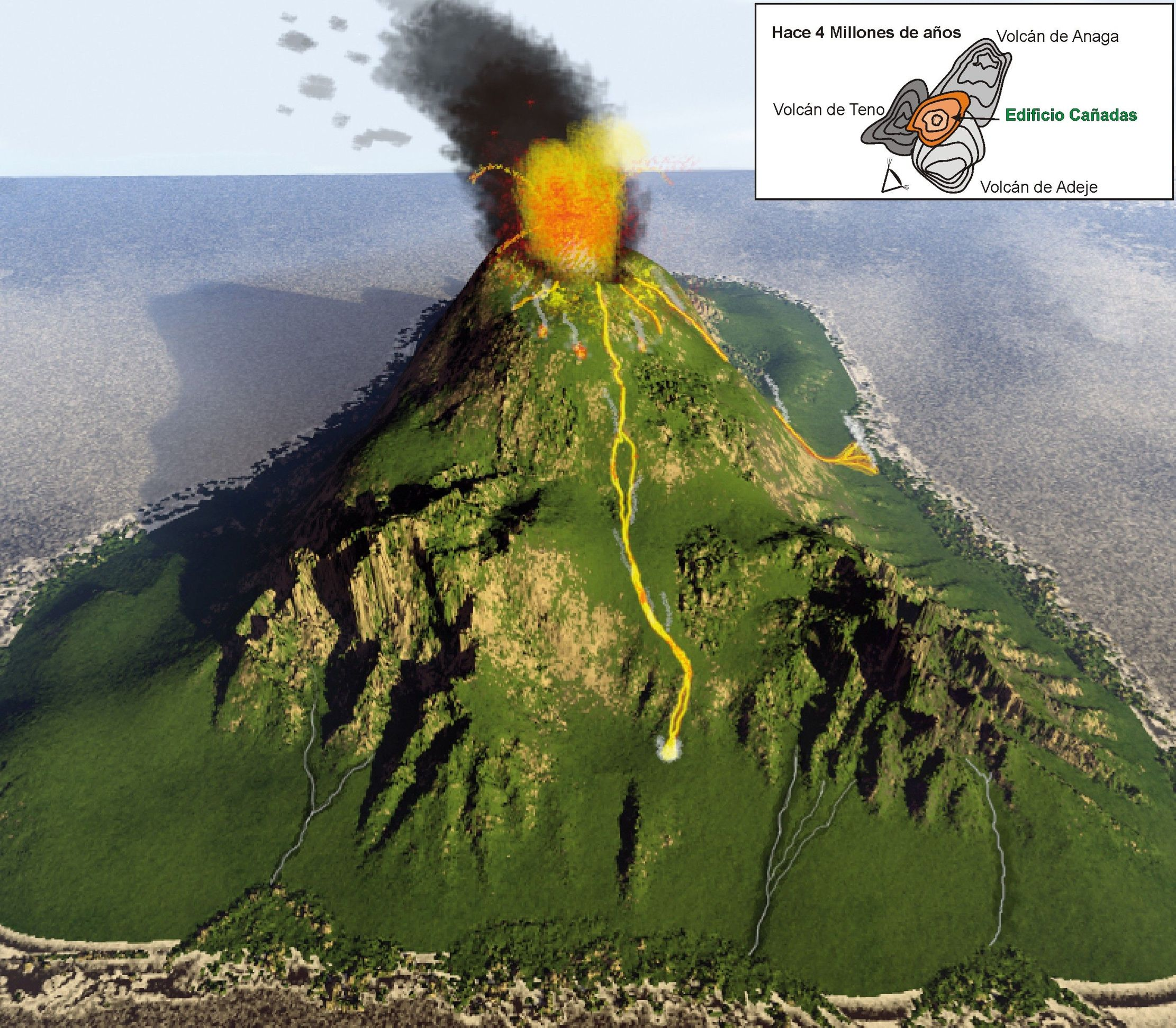
مرحلة 3 – قبل 4 مليون سنة, ارتفاع بركان كناداس
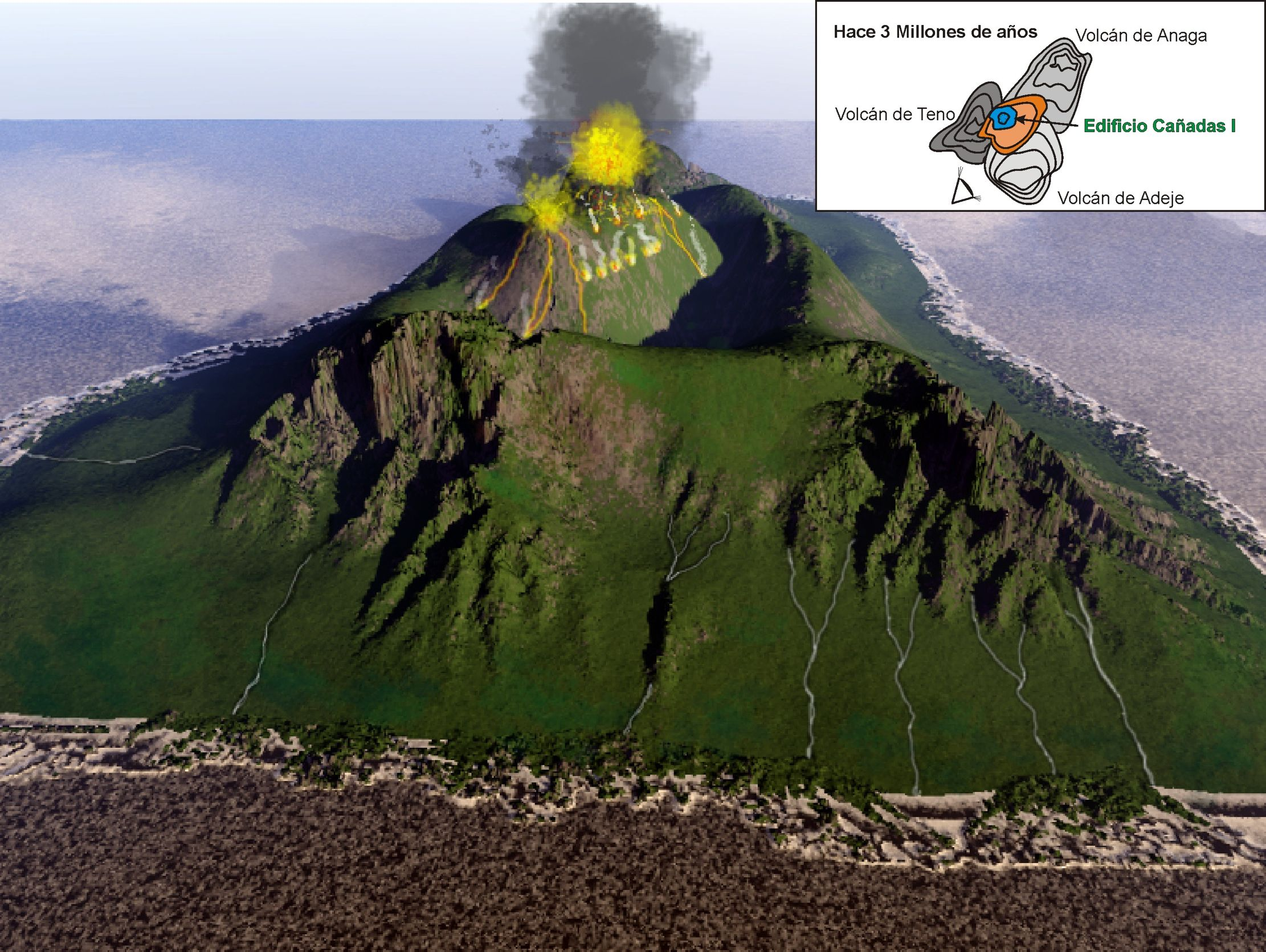
مرحلة 4 – قبل 3 مليون سنة, اكتمال جيم بركان كناداس
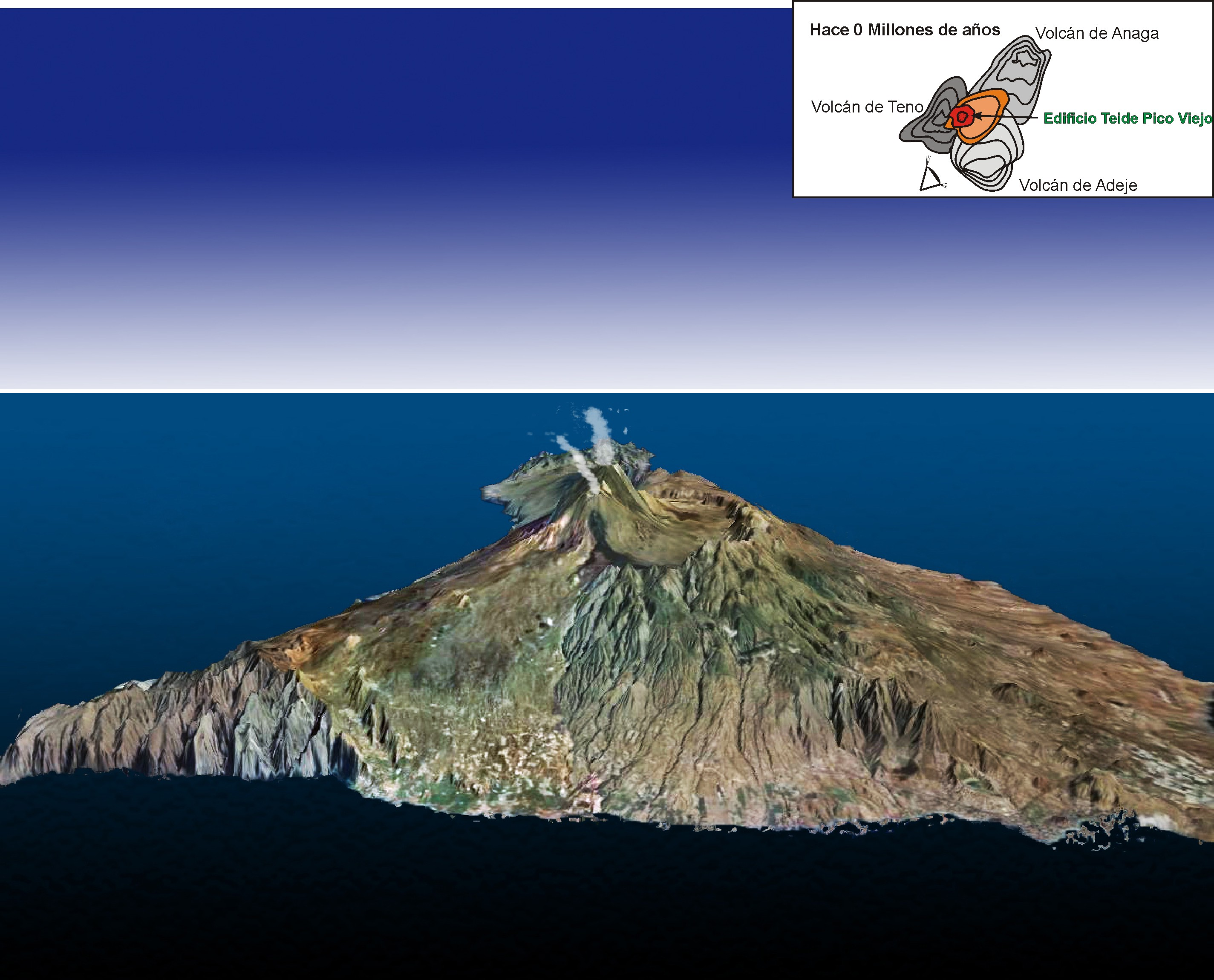
مرحلة 5 – العصر الحديث: تكوّن بركان جبل تيد و بيكو فييخو

## المحمية الوطنية والسياحة
أعلن في عام 1954 جبل تايد وما يحيطه من طبيعة بركانية منتزه وطني. وقامت اليونسكو في عام 2007 بضم هذه المنطقة إلى قائمة اليونسكو للتراث العالمي.
كان منتزه تايد الوطني في عام 2013 أكثر المناطق السياحية للزائرين من الاتحاد الأوروبي، وفي نفس الوقت كان سادس المنتزهات العالمية في جذب السياح.

زاره في عام 2016 أكثر من أربعة ملايين سائح لأول مره

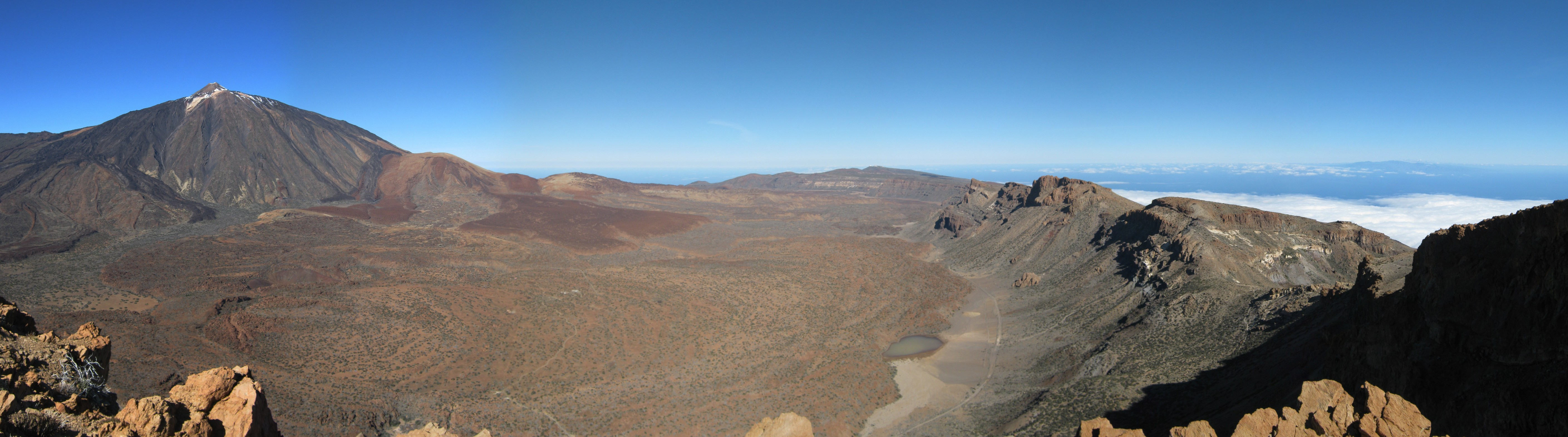
صورة بانورامية لغواخرا عبر لاس كاناداس وجبل تايده
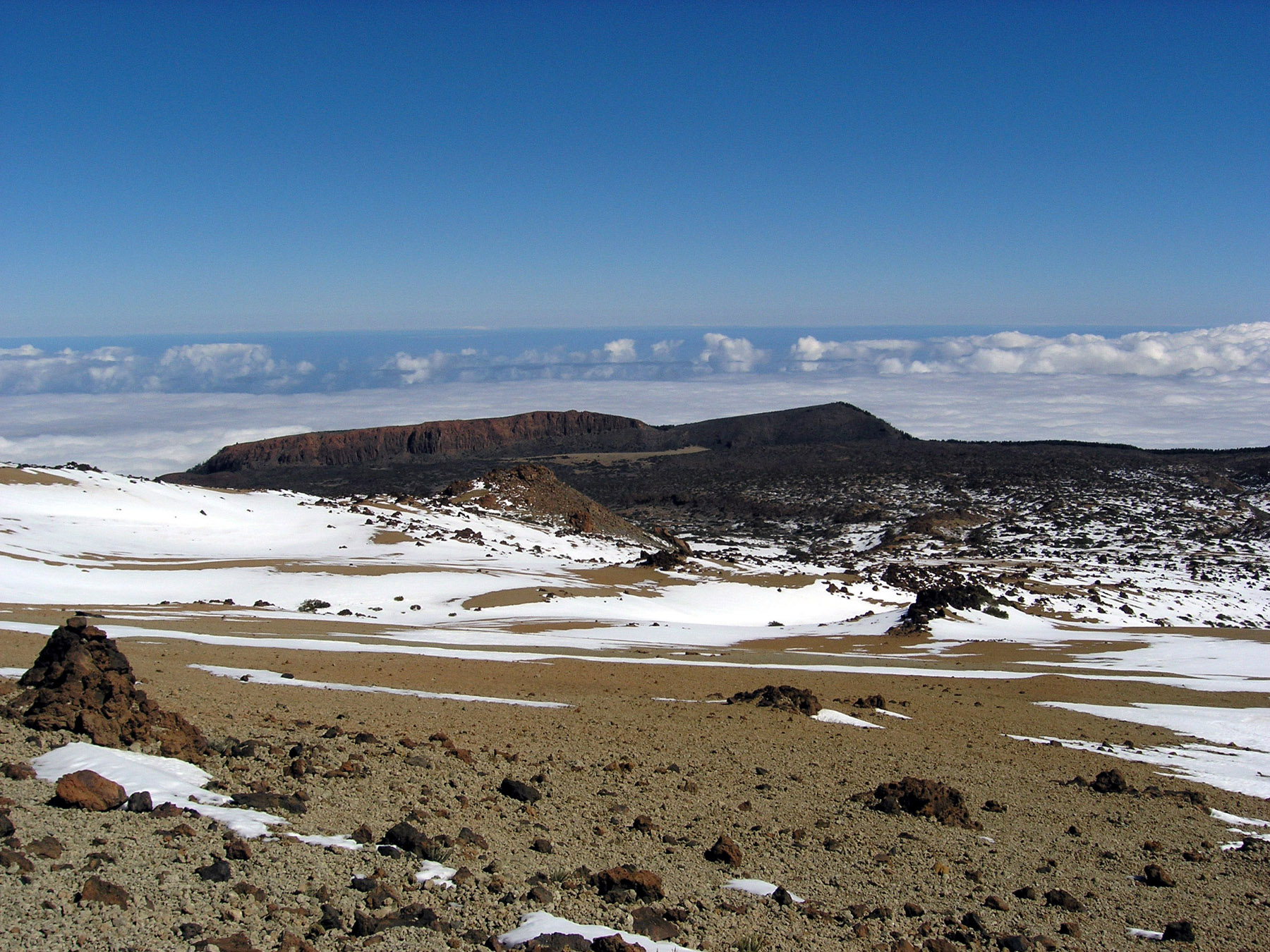
منظر من مونتانا بلانكا على فورتاليزا (تنيريفا)
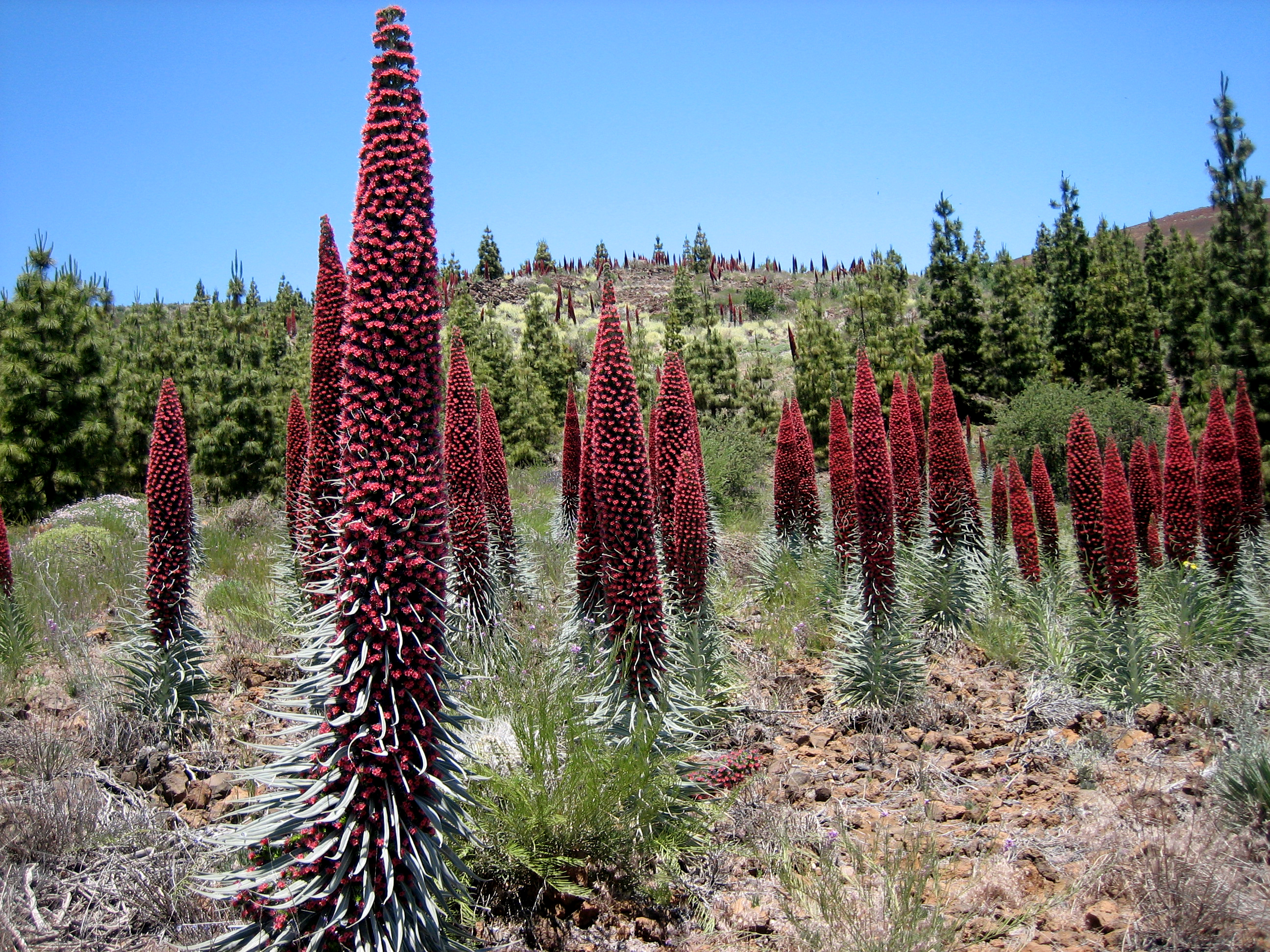
نبات الأفعى
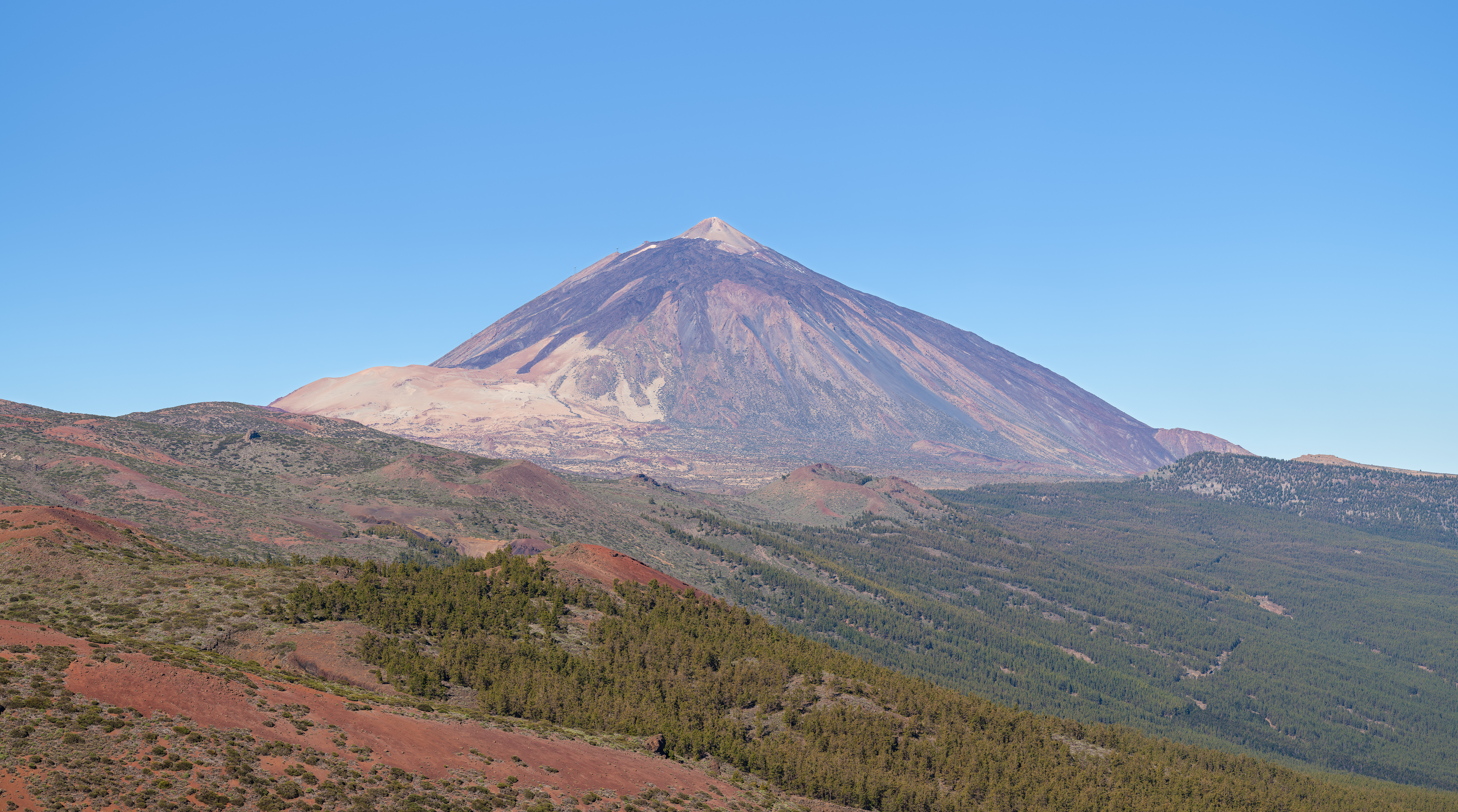
جبل التايد من شمال الشرق
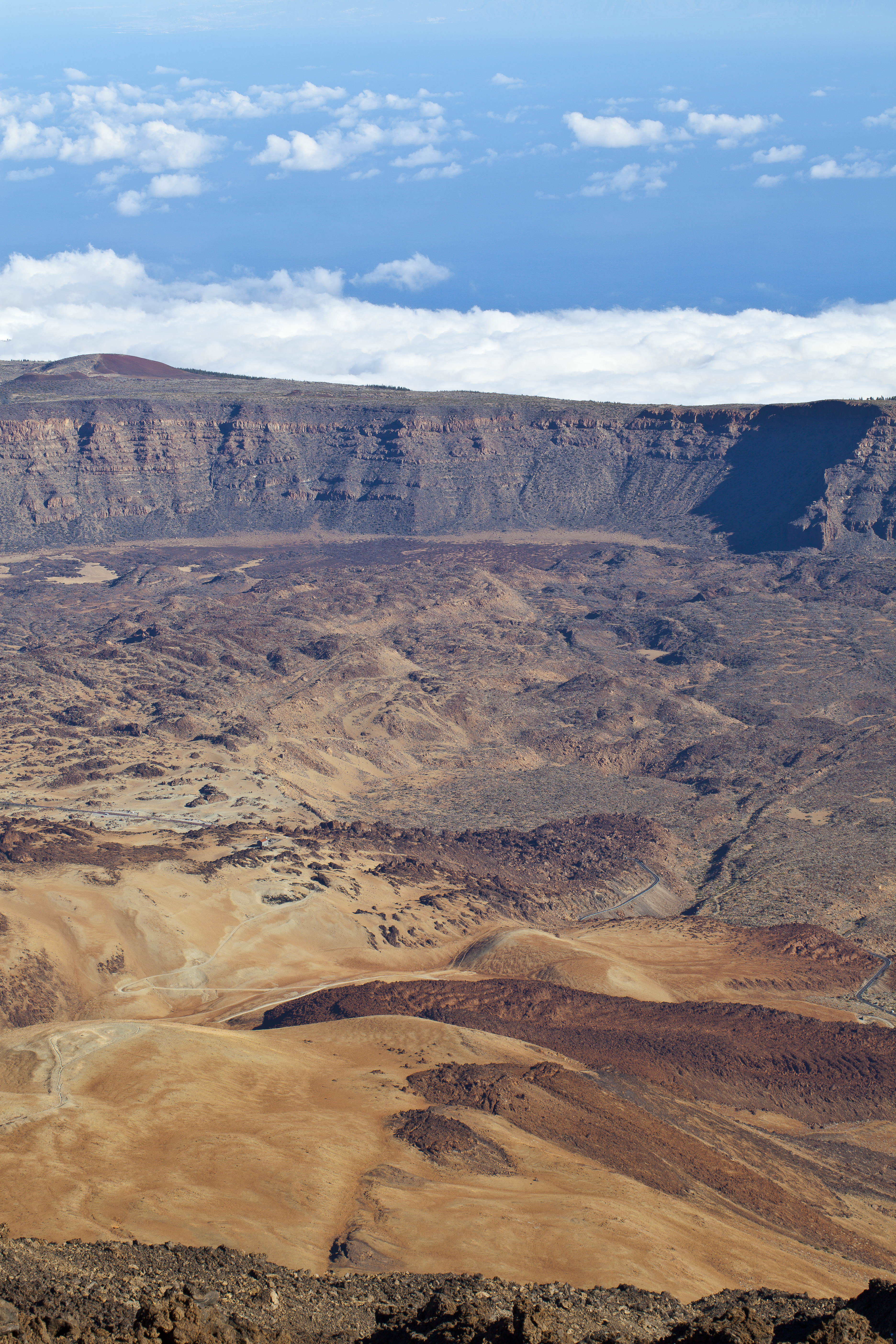
فوهة البركان العظيم كاناداس
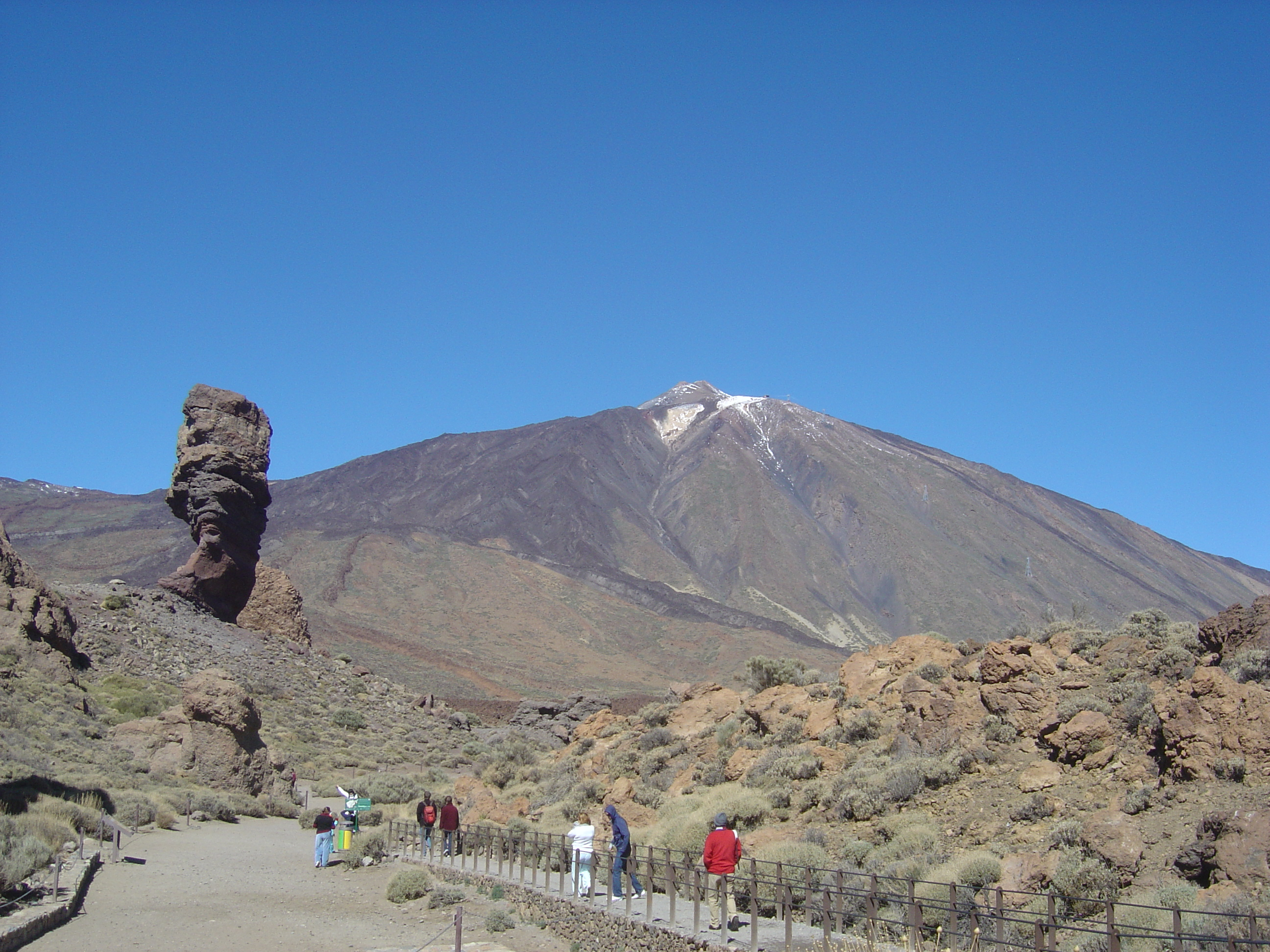

Roque Cinchado جبل تايده وصخرة الشجرة
سهل أوكانكا
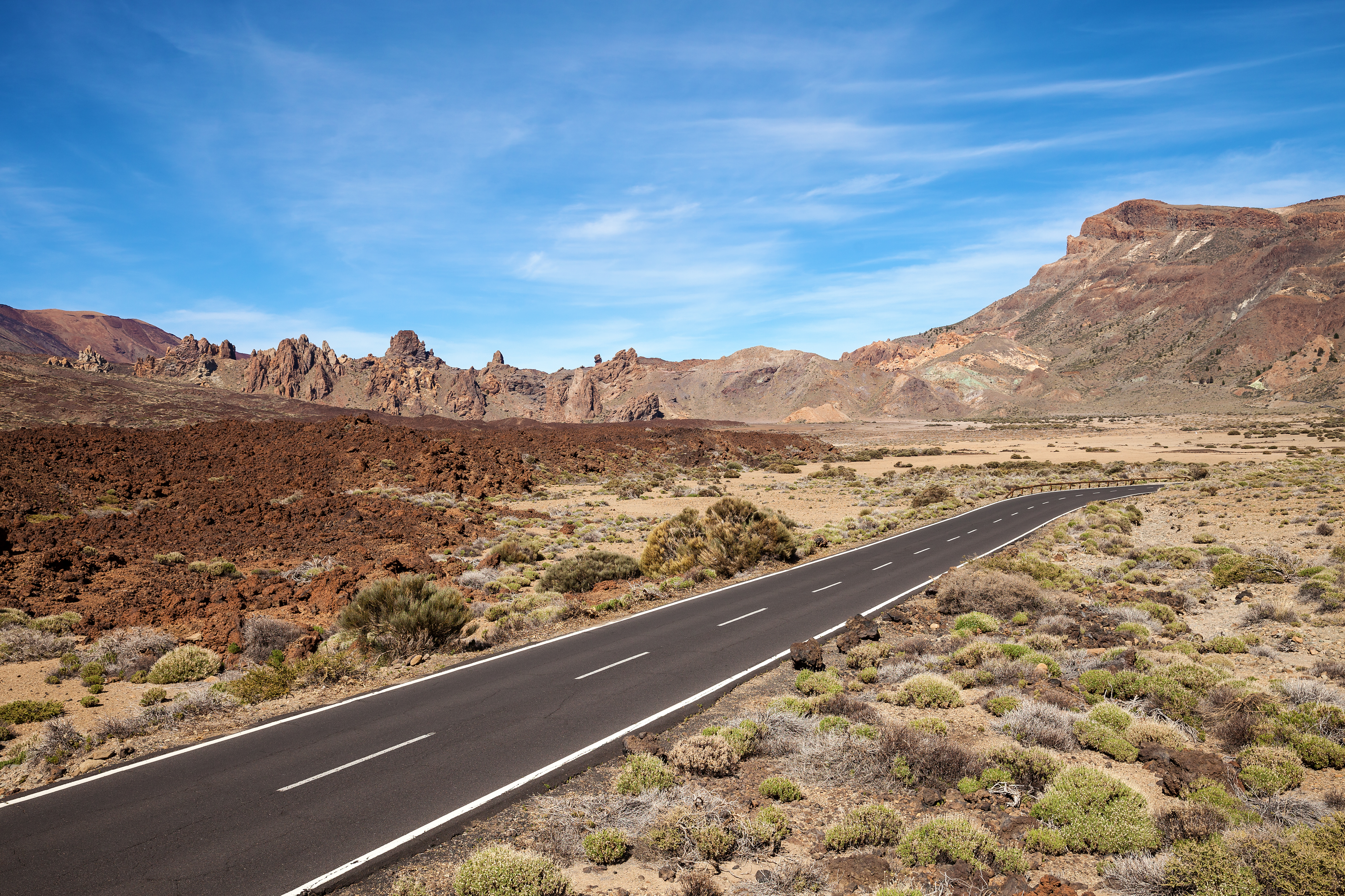
طريق تي إف-21 وصخرة غارسيا
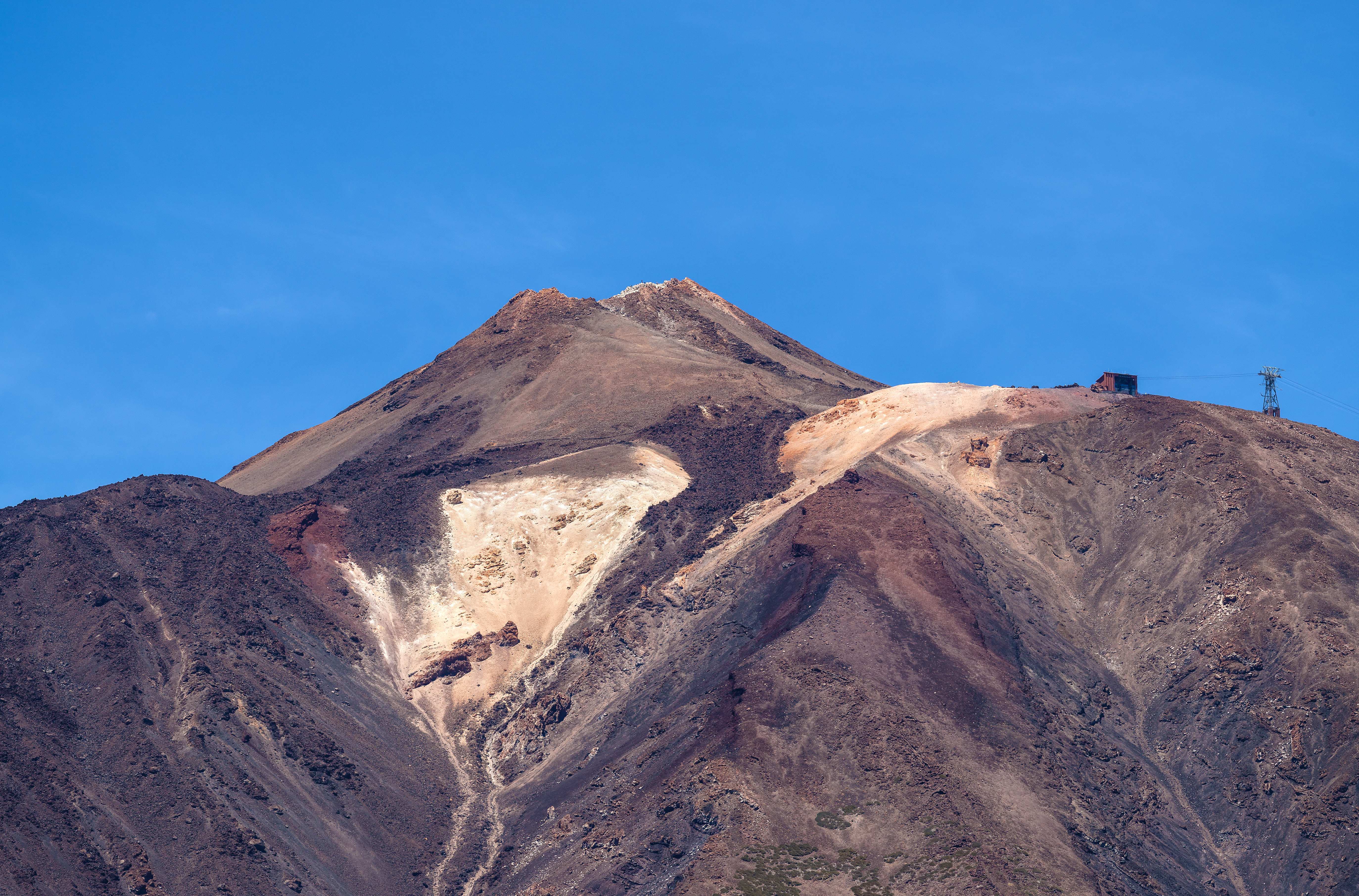
محطة العربة السلكية تايده وقمة جبل تايده